# Neu Friedrichsdorf

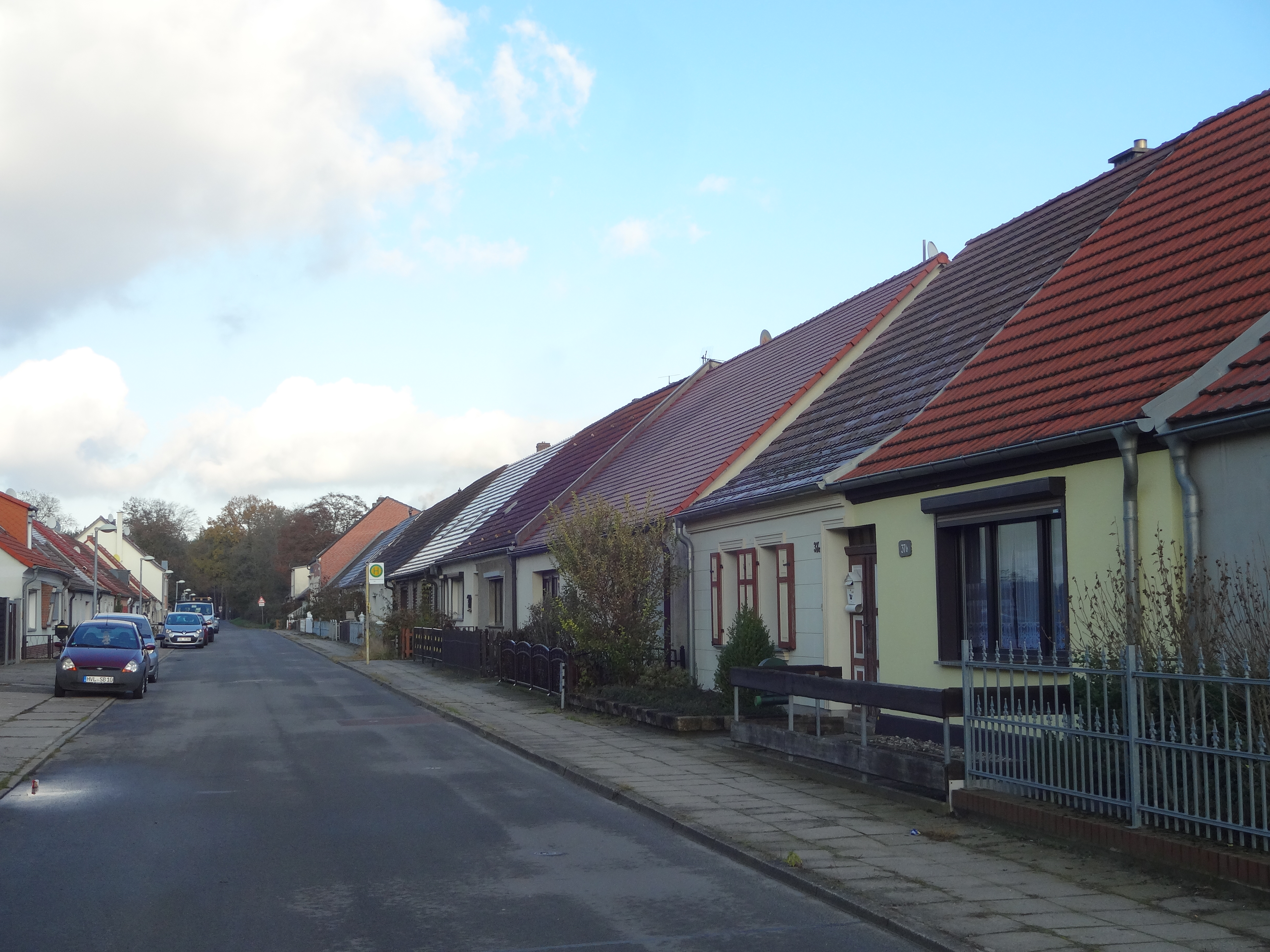
Ortsansicht

Neu Friedrichsdorf (Schreibung auch Neufriedrichsdorf, Kolonie Neufriedrichsdorf) ist ein Stadtteil (Wohnplatz) der Stadt Rathenow im Land Brandenburg und war bis 1948 eine eigenständige Gemeinde im Landkreis Westhavelland. Neu Friedrichsdorf entstand ab 1765 planmäßig als Spinnerdorf im Rahmen der Friderizianischen Binnenkolonisation. Die Kolonie steht heute vollständig unter Denkmalschutz.

## Lage
Neu Friedrichsdorf befindet sich östlich der Kernstadt zwischen der Stechower Landstraße (B 188) im Norden und der Bammer Landstraße (L 98) im Süden. Es besteht vornehmlich aus der Verbindungsstraße der beiden Landstraßen, der Neufriedrichsdorfer Straße, mit der Bebauung überwiegend aus der Zeit der Ortsgründung mit ca. 50 Doppelhäusern. Die Gebäude der Neufriedrichsdorfer Straße 1a–50b stehen unter Denkmalschutz.

## Geschichte
Am 12. März 1765 erging vom preußischen König Friedrich II. der Befehl an den jüdischen Oberlandesältesten  Pintus Levin, der eine Kanevas- und Barchentfabrik in der Rathenower Fabrikenstraße (heute Wilhelm-Külz-Straße) besaß und Tuchlieferant der preußischen Armee war, eine Siedlung mit 50 Doppelhäusern für 100 Weberfamilien zu errichten. Der Rathenower Bürgermeister Carl Friedrich Dolscius bot den König hierfür ein Areal neben der Rathenower Ratsschäferei an. Der König stellte zum Bau 15.000 Reichstaler zur Verfügung. Zudem erhielt er Holz aus der Königsheide, dem sogenannten „Judenholz“ aus dem Klusgestell beim Forsthaus Krügershorst südlich des Wolzensees, sowie 50 Prahme Kalkstein und je 5.000 Dach- und Mauersteine.
Der Anlass für die Errichtung der Weberkolonie war das Problem des gegenseitigen Abwerbens von Arbeitskräften zwischen der Brandenburger Barchentfabrik von Köppen und Wagner in Wilhelmsdorf und der Rathenower Fabrik Levins, das durch Neuansiedlung von Webern behoben werden sollte. 1767 wurden 32 Häuser des Dorfes fertiggestellt und von Spinnern und Webern aus Sachsen, Mecklenburg und Rathenow bezogen. Die restlichen 18 Häuser wurden erst 1768 eingedeckt, der Innenausbau erfolgte in den siebziger Jahren.
Zu jeder Doppelhaushälfte gehörte ein halber Morgen Gartenland zur Versorgung der Bewohner, insgesamt also 50 Morgen. Die Kolonistenhäuser wurden nach einheitlichem Entwurf als Typenhäuser, wie auch in anderen friderizianischen Neugründungen, errichtet.
Durch den Siedlungsbau wurde die Rathenower Heide als Weide der städtischen Schäferei verkleinert, was zu Unmut bei der Rathenower Bürgerschaft und zu Schikanen gegen die Baumaßnahmen führte, so dass alle elf Stadtverordneten zu zwei- bis dreiwöchiger Haft verurteilt wurden.
Der neugegründete Ort erhielt zunächst den Namen Neuendorf. Erst seit 1800 trug es den Namen Neu Friedrichsdorf.  In Rathenower Umgangssprache wird der Ort auch Piependorf genannt.
Nach Pintus Levins Tod bereits am 2. Juni 1768 verschlechterte sich die wirtschaftliche Lage der Textilfabrik wie auch der neugegründeten Kolonie Neu Friedrichsdorf. Die Einwohner verarmten, ein größerer Teil der Siedlung stand leer. Erst 1785 besserte sich die Situation und der Ort war mit 61 Spinner- und 21 Weberfamilien und Altsitzern erstmalig vollständig bewohnt. 1791 erhielten die Bewohner die Häuser zum Eigentum, so dass die Stadt Rathenow nicht mehr für den Erhalt sorgen musste. 1799 lebten 54 Spinner- und 32 Weberfamilien im Ort zuzüglich 79 Altsitzern und Einliegern (Mietern). Der Durchzug der Napoleonischen Armee 1806–1809 führte zur erneuten Notlage. 1809 erhielten die Einwohner die Gewerbefreiheit, nachdem die Textilfabrik schließen musste. Es siedelten sich nun auch andere Gewerbe an.
Neu Friedrichsdorf bildete eine Gemeinde, die zum Landkreis Westhavelland gehörte. Die Stadt Rathenow war hingegen seit 1925 ein eigenständiger Stadtkreis, so dass Neufriedrichsdorf eine von Rathenower Gebiet umgebene Exklave des Landkreises wurde.
Am 26. Juni 1946 stellte der Rathenower Oberbürgermeister Paul Szillat den Antrag auf Eingemeindung der kleinen Nachbargemeinde bei der Provinzialverwaltung. Sowohl der Kreistag des Kreises Westhavelland als auch die Gemeindevertretung Neu Friedrichsdorf stimmten einstimmig dagegen. Zum 1. März 1948 wurde Neu Friedrichsdorf dennoch durch Beschluss des Brandenburgischen Landtages nach Rathenow eingemeindet. Es hatte zu diesem Zeitpunkt 448 Einwohner.

## Bevölkerungsentwicklung
| Jahr | Einwohner |
| ---- | --------- |
| 1785 | 354       |
| 1810 | 500       |
| 1948 | 448       |

## Bauliche Struktur
Die Kolonie Neufriedrichsdorf wurde planmäßig als Doppelhaussiedlung mit ursprünglich 50 eingeschossigen Häusern angelegt, die in zwei parallelen Reihen errichtet wurden. Die Gebäude waren zur Bauzeit als Typenbauten konzipiert und als freistehende Doppelhäuser mit geringem seitlichem Abstand zueinander ausgeführt. Jedes dieser Häuser war für zwei Familien vorgesehen und wies eine Grundfläche von 40 Fuß (ca. 12,50 m) Breite und 28 Fuß (ca. 8,80 m) Tiefe auf. Die Grundrisse der Haushälften umfassten jeweils eine Stube, eine Kammer, eine Küche und einen Flur. Hinter jedem Haus erstreckte sich ein zugehöriger Garten mit einer Fläche von etwa einem Magdeburgischen Morgen (rund 2.500 m²), der zur Selbstversorgung diente.
Von der einheitlichen Typologie hoben sich nur zwei Gebäude ab: das Schulhaus sowie das sogenannte Fabrikenhaus, das vermutlich zugleich als Schulzenhaus genutzt wurde. Diese unterschieden sich durch ihre Bauform und Funktion von den übrigen Kolonistenhäusern.

## Denkmalstatus
Die Kolonie Neufriedrichsdorf steht als bauliches Ensemble bereits seit DDR-Zeiten unter Denkmalschutz. Sie ist als Denkmalbereich in die Denkmalliste des Landes Brandenburg eingetragen. Der Schutzumfang betrifft insbesondere die ursprüngliche bauliche und städtebauliche Struktur sowie architektonische Details der Siedlung. Insgesamt umfasst der Denkmalbereich 48 eingeschossige Wohnhäuser sowie drei höhere Gebäude: Haus Nr. 15 (ein Neubau aus der Gründerzeit um 1900) und die Doppelausführung Nr. 25a/25b sind zweigeschossig, Haus Nr. 29 (ebenfalls ein Gründerzeitbau) verfügt über einen markanten Sockel und Drempel.
Ein wesentliches Schutzmerkmal ist die historische Parzellenstruktur: Auf der nordwestlichen Seite (Hausnummern 1–25) befinden sich schmale, tief gestreckte Gärten, während auf der südöstlichen Seite (Nr. 26–50) kürzere Grundstücke bestehen. Der mittig verlaufende historische Querweg, der beide Hausreihen verbindet, ist ebenfalls Teil des geschützten Ortsbildes.
Zu den weiteren geschützten Elementen zählen die erhaltenen Vorgärten samt Einfriedungen, die durchgehend eingeschossige Bauweise der Häuser (mit genannten Ausnahmen), die Putzfassaden (mit Ausnahme der Ziegelstuckfassade von Nr. 15), die traufständigen Satteldächer mit Krüppelwalmen (u. a. bei Nr. 20a und 20b), die einheitliche Gesimshöhe, Neigung und Geschlossenheit der Dachflächen sowie die originalen Fenster- und Türachsen sowie einzelne erhaltene Fenster und Türen mit charakteristischen Ausstattungsmerkmalen (z. B. zweiflügelige Türen mit Oberlicht, Fensterläden mit Kloben).

## Friedhöfe

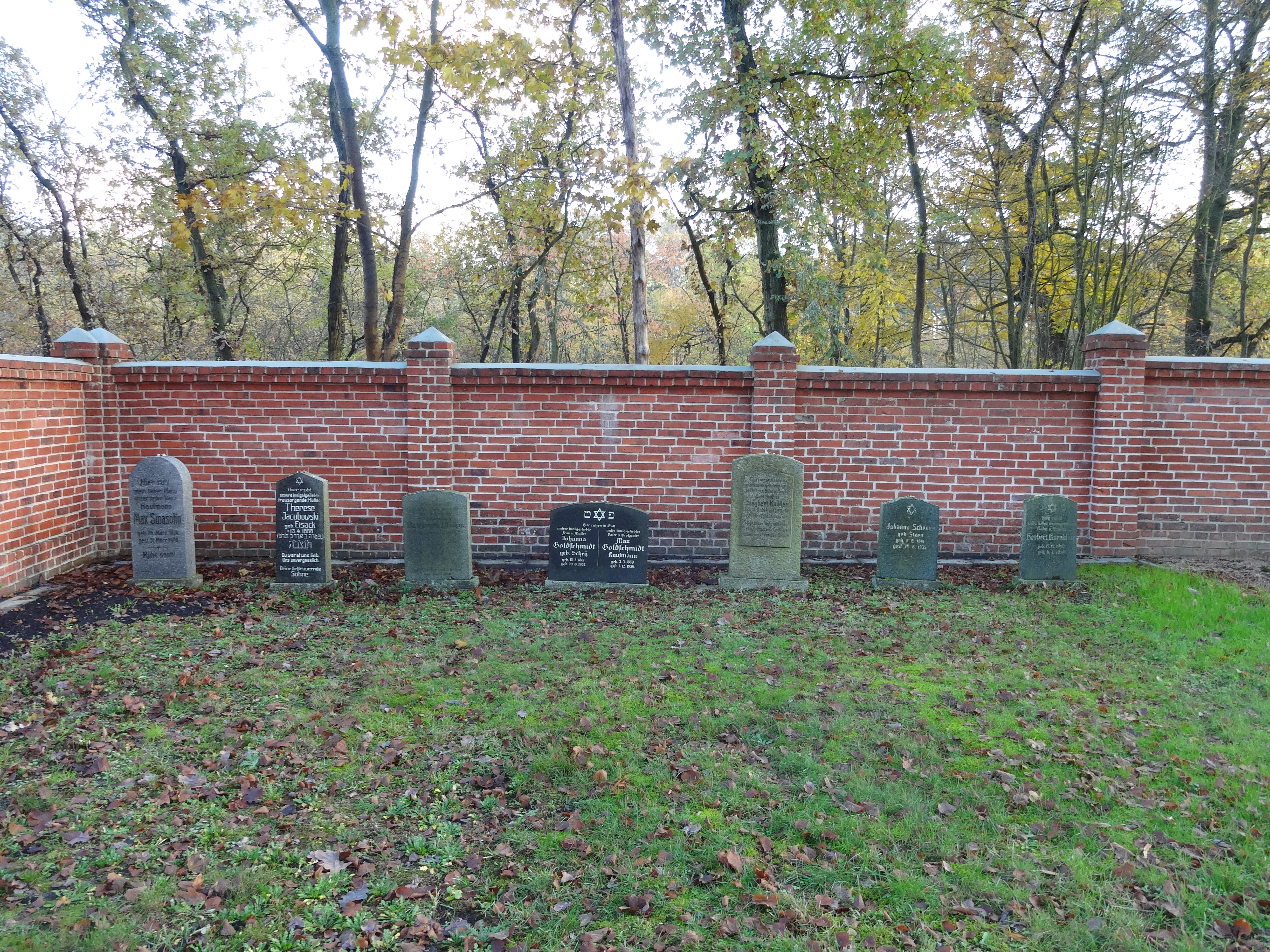
Jüdischer Friedhof Rathenow

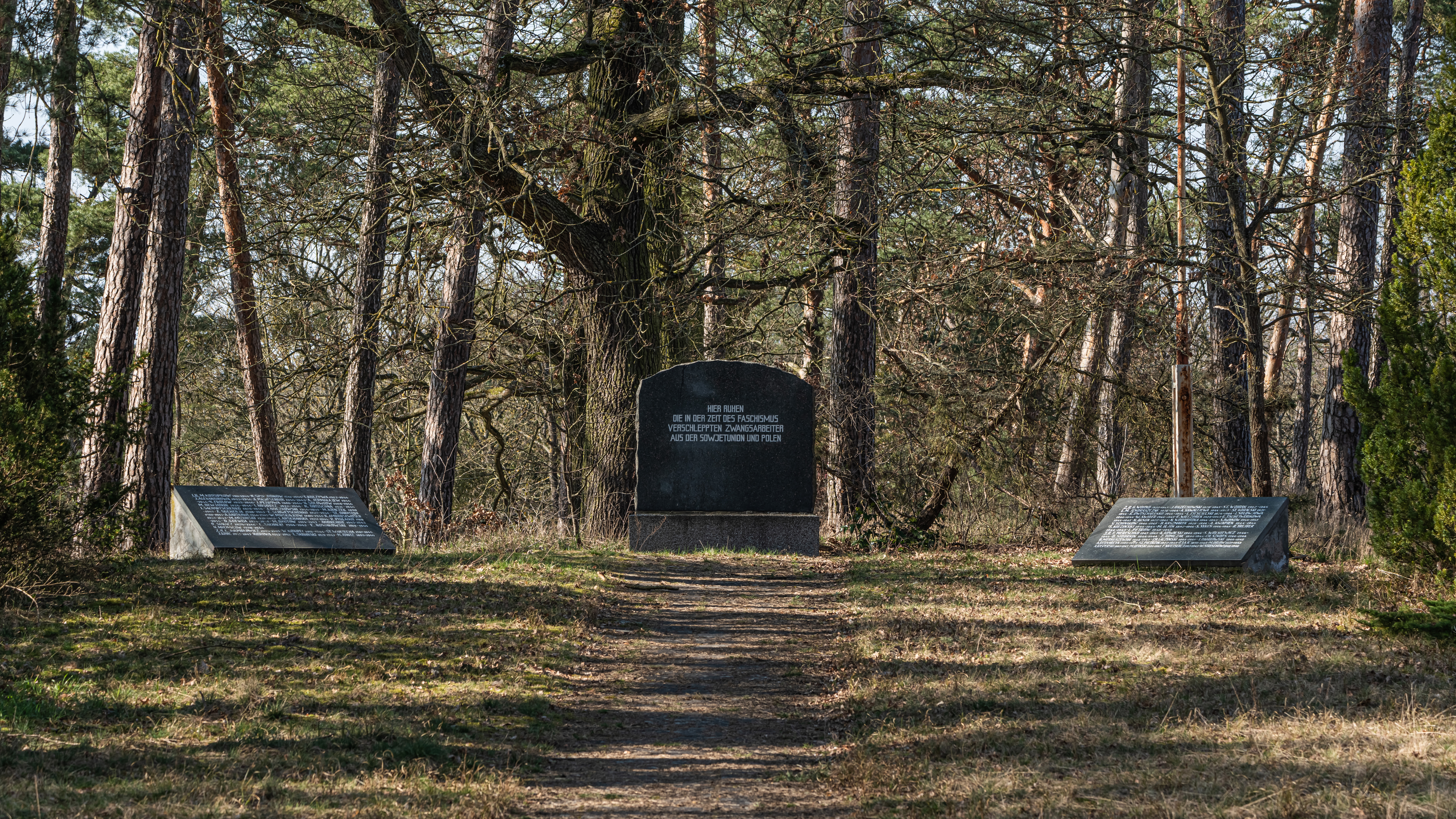
Ehrenfriedhof im Stadtforst

Am nördlichen Ortsrand, durch eine Backsteinmauer vom Gemeindefriedhof Neu Friedrichsdorf getrennt, befindet sich der 1906 angelegte Jüdische Friedhof Rathenows. Weiterhin befindet sich im angrenzenden Stadtforst ein um 1970 angelegter Ehrenfriedhof für polnische und sowjetische Zwangsarbeiter.